# 메러디스 맥레이
메러디스 맥레이(Meredith MacRae, 1944년 5월 30일 ~ 2000년 7월 14일)는 미국의 배우, 가수, 텔레비전 진행자이다.
휴스턴에서 태어났으며 맨해튼비치에서 사망하였다.

## 출연 작품
- 더 폴 가이 (1981년)
- 외계인 가족 소동 (1981년)
- 사랑의 데이트 (1978, Three on a Date)
- 해변 파티 3 - 비키니 비치 (1964년) - 애니멀 역
- 해변 파티 (1963년)
- 바이 더 라이트 오브 더 실버리 문 (1953년)

### 텔레비전
- 나의 세 아들 (1963-65)
- 꿈꾸는 낙원 (1978, 1980)